# Единая система технологической документации
Единая система технической документации (ЕСТД) — комплекс межгосударственных стандартов и рекомендаций, устанавливающих взаимосвязанные правила и положения по порядку разработки, комплектации, оформления и обращения технологической документации, применяемой при изготовлении, контроле, приемке и ремонте (модернизации) изделий (включая сбор и сдачу технологических отходов).
ЕСТД применяется в машиностроении и приборостроении.
Допускается распространение требований и правил Единой системы технологической документации на технологическую документацию, разрабатываемую и применяемую организациями и предприятиями других отраслей промышленности.
Назначение комплекса документов ЕСТД:
- установление единых унифицированных машинно-ориентированных форм документов, обеспечивающих совместимость информации, независимо от применяемых методов проектирования документов (без применения средств механизации, с применением средств механизации или автоматизации);
- создание единой информационной базы для внедрения средств механизации и автоматизации, применяемых при проектировании технологических документов и решении инженерно-технических задач;
- установление единых требований и правил по оформлению документов на единичные, типовые и групповые технологические процессы (операции), в зависимости от степени детализации описания технологических процессов;
- обеспечение оптимальных условий при передаче технологической документации на другое предприятие (другие предприятия) с минимальным переоформлением;
- создание предпосылок по снижению трудоёмкости инженерно-технических работ, выполняемых в сфере технологической подготовки производства и в управлении производством;
- обеспечение взаимосвязи с системами общетехнических и организационно-методических стандартов.

## Классификация и обозначение технологических документов
Основные технологические документы содержат различную информацию:
- о комплектующих составных частях изделия и применяемых материалах;
- действиях, выполняемых исполнителями при проведении технологических процессов и операций;
- средствах технологического оснащения производства;
- наладке средств технологического оснащения и применяемых данных по технологическим режимам;
- расчете трудозатрат, материалов и средств технологического оснащения;
- технологическом маршруте изготовления и ремонта.

Основные технологические документы используют, как правило, на рабочих местах. Вспомогательные технологические документы разрабатывают с целью улучшения и оптимизации организации работ по технологической подготовке производства. Производные технологические документы применяют для решения задач, связанных с нормированием трудозатрат, выдачей и сдачей материалов, полуфабрикатов и комплектующих изделий.
Различают следующие виды технологических документов:
| Вид документа | Код вида документа | Назначение документа |
| --- | ------------------ | --- |
| Документы общего назначения |                    | |
| Титульный лист | ТЛ                 | Документ предназначен для оформления: - комплекта(ов) технологической документации на изготовление или ремонт изделия; - комплекта(ов) технологических документов на технологические процессы изготовления или ремонта изделия (составных частей изделия); - отдельных видов технологических документов. Является первым листом комплекта(ов) технологических документов |
| Карта эскизов | КЭ                 | Графический документ, содержащий эскизы, схемы и таблицы и предназначенный для пояснения выполнения технологического процесса, операции или перехода изготовления или ремонта изделия (составных частей изделия), включая контроль и перемещения |
| Технологическая инструкция | ТИ                 | Документ предназначен для описания технологических процессов, методов и приемов, повторяющихся при изготовлении или ремонте изделий (составных частей изделий), правил эксплуатации средств технологического оснащения. Применяют в целях сокращения объема разрабатываемой технологической документации |
| Документы специального назначения |                    | |
| Маршрутная карта | МК                 | Документ предназначен для маршрутного или маршрутно-операционного описания технологического процесса или указания полного состава технологических операций при операционном описании изготовления или ремонта изделия (составных частей изделия), включая контроль и перемещения по всем операциям различных технологических методов в технологической последовательности с указанием данных об оборудовании, технологической оснастке, материальных нормативах и трудовых затратах. Примечания: 1. МК является обязательным документом. 2. Допускается разрабатывать МК на отдельные виды работ. 3. Допускается применять МК совместно с соответствующей картой технологической информации взамен карты технологического процесса с операционным описанием в МК всех операций и полным указанием необходимых технологических режимов в графе «Наименование и содержание операции». 4. Допускается взамен МК использовать соответствующую карту технологического процесса |
| Карта технологического процесса | КТП                | Документ предназначен для операционного описания технологического процесса изготовления или ремонта изделия (составных частей изделия) в технологической последовательности по всем операциям одного вида формообразования, обработки, сборки или ремонта с указанием переходов, технологических режимов и данных о средствах технологического оснащения, материальных и трудовых затратах |
| Карта типового (группового) технологического процесса | КТТП               | Документ предназначен для описания типового (группового) технологического процесса изготовления или ремонта изделий (составных частей изделий) в технологической последовательности по всем операциям одного вида формообразования, обработки, сборки или ремонта с указанием переходов и общих данных о средствах технологического оснащения, материальных и трудовых затратах. Применяют совместно с ВТП |
| Операционная карта | ОК                 | Документ предназначен для описания технологической операции с указанием последовательного выполнения переходов, данных о средствах технологического оснащения, режимах и трудовых затратах. Применяют при разработке единичных технологических процессов |
| Карта типовой (групповой) операции | КТО                | Документ предназначен для описания типовой (групповой) технологической операции с указанием последовательности выполнения переходов и общих данных о средствах технологического оснащения и режимах. Применяют совместно с ВТО |
| Карта технологической информации | КТИ                | Документ предназначен для указания дополнительной информации, необходимой при выполнении отдельных операций (технологических процессов). Допускается применять при разработке типовых (групповых) технологических процессов (ТТП, ГТП) для указания переменной информации с привязкой к обозначению изделия (составной его части) |
| Комплектовочная карта | КК                 | Документ предназначен для указания данных о деталях, сборочных единицах и материалах, входящих в комплект собираемого изделия. Применяют при разработке технологических процессов сборки. Допускается применять КК для указания данных о вспомогательных материалах в других технологических процессах |
| Технико-нормировочная карта | ТНК                | Документ предназначен для разработки расчетных данных к технологической операции по нормам времени (выработки), описания выполняемых приемов. Применяют при решении задач нормирования трудозатрат |
| Карта кодирования информации | ККИ                | Документ предназначен для кодирования информации, используемой при разработке управляющей программы к станкам с программным управлением (ПУ) |
| Карта наладки | КН                 | Документ предназначен для указания дополнительной информации к технологическим процессам (операциям) по наладке средств технологического оснащения. Применяют при многопозиционной обработке для станков с ПУ, при групповых методах обработки и т. д. |
| Ведомость технологических маршрутов | ВТМ                | Документ предназначен для указания технологического маршрута изготовления или ремонта изделия (составных частей изделия) по подразделениям предприятия. Применяют для решения технологических и производственных задач |
| Ведомость оснастки | ВО                 | Документ предназначен для указания применяемой технологической оснастки при выполнении технологического процесса изготовления или ремонта изделия (составных частей изделия) |
| Ведомость оборудования | ВОБ                | Документ предназначен для указания применяемого оборудования, необходимого для изготовления или ремонта изделия (составных частей изделия) |
| Ведомость материалов | ВМ                 | Документ предназначен для указания данных о подетальных нормах расхода материалов, о заготовках, технологическом маршруте прохождения изготовляемого или ремонтируемого изделия (составных частей изделия). Применяют для решения задач по нормированию материалов |
| Ведомость специфицированных норм расхода материалов | ВСН                | Документ предназначен для указания данных о нормах расхода материалов для изготовления или ремонта изделия. Применяют для решения задач по нормированию расхода материалов на изделие |
| Ведомость удельных норм расхода материалов | ВУН                | Документ предназначен для указания данных об удельных нормах расхода материалов, используемых при выполнении технологических процессов и операций изготовления или ремонта изделия (составных частей изделия). Применяют для решения задач по нормированию расхода материалов |
| Технологическая ведомость | ТВ                 | Документ предназначен для комплексного указания технологической и организационной информации, используемой перед разработкой комплекта(ов) документов на технологические процессы (операции). Применяют на одном из первых этапов технологической подготовки производства (ТПП) |
| Ведомость применяемости | ВП                 | Документ предназначен для указания применяемости полного состава деталей, сборочных единиц, средств технологического оснащения и др. Применяют для решения задач ТПП |
| Ведомость сборки изделия | ВСИ                | Документ предназначен для указания состава деталей и сборочных единиц, необходимых для сборки изделия в порядке ступени входимости, их применяемости и количественного состава |
| Ведомость операций | ВОП                | Документ предназначен для операционного описания технологических операций одного вида формообразования, обработки, сборки и ремонта изделия в технологической последовательности с указанием переходов, технологических режимов и данных о средствах технологического оснащения и норм времени. Применяют совместно с МК или КТП |
| Ведомость деталей (сборочных единиц) к типовому (групповому) технологическому процессу | ВТП (ВТО)          | Документ предназначен для указания состава деталей (сборочных единиц, изделий), изготовляемых или ремонтируемых по типовому (групповому) технологическому процессу (операции), и переменных данных о материале, средствах технологического оснащения, режимах обработки и трудозатратах (операции) |
| Ведомость деталей, изготовленных из отходов | ВДО                | Документ предназначен для указания данных о деталях, изготовленных из отходов при раскрое металла |
| Ведомость дефектации | ВД                 | Документ предназначен для указания изделий (составных частей изделий), подлежащих ремонту, с определением вида ремонта, дефектов и для указания дополнительной технологической информации. Применяют при ремонте изделий (составных частей изделий) |
| Ведомость стержней | ВСТ                | Документ предназначен для указания информации, необходимой при изготовлении стержней для отливок |
| Ведомость технологических документов | ВТД                | Документ предназначен для указания полного состава документов, необходимых для изготовления или ремонта изделий (составных частей изделий). Применяют при передаче комплекта документов с одного предприятия на другое |
| Ведомость держателей подлинников | ВДП                | Документ предназначен для указания полного состава документов, необходимых при передаче комплекта документов на микрофильмирование |
| Допускается к коду вида документа через дробь добавлять признаки, раскрывающие специальное назначение документа, в виде букв русского алфавита, например для ведомости применяемости (ВП), предназначенной: - для указания данных о технологической оснастке — ВП/О; - для указания данных о применяемости стандартных деталей (сборочных единиц) — ВП/СД; - для указания данных о применяемости оригинальных деталей (сборочных единиц) — ВП/ОД и т. д. |                    | |

## Стадии разработки технологической документации
Стадии разработки технологической документации определяются этапами разработки КД на изделие. На конструкторском этапе «Техническое предложение» ТД не разрабатывается, на этапах «Эскизный проект» и «Технический проект» ТД разрабатывается как «Предварительный проект». В отдельных отраслях промышленности существует «Директивная технологическая документация», предназначенная не для изготовления, а для выполнения предварительных расчетов различного рода задач (инженерно-технических, планово-экономических, организационных) в целях определения возможности размещения соответствующего заказа на том или ином предприятии. Поскольку объём ТД при производстве изделий достаточно велик, все виды технологических документов классифицируют по назначению, носителю информации, виду вносимой информации, по принципу построения и специализации.

## Перечень стандартов ЕСТД
- ГОСТ 3.1001—2011 «ЕСТД. Общие положения»
- ГОСТ 3.1102—2011 «ЕСТД. Стадии разработки и виды документов. Общие положения»
- ГОСТ 3.1103—2011 «ЕСТД. Основные надписи. Общие положения»
- ГОСТ 3.1105—2011 «ЕСТД. Формы и правила оформления документов общего назначения»
- ГОСТ 3.1107—81 «ЕСТД. Опоры, зажимы и установочные устройства. Графические обозначения»
- ГОСТ 3.1109—82 «ЕСТД. Термины и определения основных понятий»
- ГОСТ 3.1116—2011 «ЕСТД. Нормоконтроль»
- ГОСТ 3.1118—82 «ЕСТД. Формы и правила оформления маршрутных карт»
- ГОСТ 3.1119—83 «ЕСТД. Общие требования к комплектности и оформлению комплектов документов на единичные технологические процессы»
- ГОСТ 3.1120—83 «ЕСТД. Общие правила отражения и оформления требований безопасности труда в технологической документации»
- ГОСТ 3.1121—84 «ЕСТД. Общие требования к комплектности и оформлению комплектов документов на типовые и групповые технологические процессы (операции)»
- ГОСТ 3.1122—84 «ЕСТД. Формы и правила оформления документов специального назначения. Ведомости технологические»
- ГОСТ 3.1123—84 «ЕСТД. Формы и правила оформления технологических документов, применяемых при нормировании расхода материалов»
- ГОСТ 3.1125—88 «ЕСТД. Правила графического выполнения элементов литейных форм и отливок»
- ГОСТ 3.1126—88 «ЕСТД. Правила выполнения графических документов на поковки»
- ГОСТ 3.1127—93 «ЕСТД. Общие правила выполнения текстовых технологических документов»
- ГОСТ 3.1128—93 «ЕСТД. Общие правила выполнения графических технологических документов»
- ГОСТ 3.1129—93 «ЕСТД. Общие правила записи технологической информации в технологических документах на технологические процессы и операции»
- ГОСТ 3.1130—93 «ЕСТД. Общие требования к формам и бланкам документов»
- ГОСТ 3.1201—85 «ЕСТД. Система обозначения технологической документации»
- ГОСТ 3.1401—85 «ЕСТД. Формы и правила оформления документов на технологические процессы литья»
- ГОСТ 3.1402—84 «ЕСТД. Формы и правила оформления документов на технологические процессы раскроя материалов»
- ГОСТ 3.1403—85 «ЕСТД. Формы и правила оформления документов на технологические процессы и операции ковки и штамповки»
- ГОСТ 3.1404—86 «ЕСТД. Формы и правила оформления документов на технологические процессы и операции обработки резанием»
- ГОСТ 3.1405—86 «ЕСТД. Формы и требования к заполнению и оформлению документов на технологические процессы термической обработки»
- ГОСТ 3.1407—86 «ЕСТД. Формы и требования к заполнению и оформлению документов на технологические процессы (операции), специализированные по методам сборки»
- ГОСТ 3.1408—85 «ЕСТД. Формы и правила оформления документов на технологические процессы получения покрытий»
- ГОСТ 3.1409—86 «ЕСТД. Формы и требования к заполнению и оформлению документов на технологические процессы (операции) изготовления изделий из пластмасс и резины»
- ГОСТ 3.1412—87 «ЕСТД. Требования к оформлению документов на технологические процессы изготовления изделий методом порошковой металлургии»
- ГОСТ 3.1428—91 «ЕСТД. Правила оформления документов на технологические процессы (операции) изготовления печатных плат»
- ГОСТ 3.1502—85 «ЕСТД. Формы и правила оформления документов на технический контроль»
- ГОСТ 3.1507—84 «ЕСТД. Правила оформления документов на испытания»
- ГОСТ 3.1603—91 «ЕСТД. Правила оформления документов на технологические процессы (операции) сбора и сдачи технологических отходов»
- ГОСТ 3.1701—79 «ЕСТД. Правила записи операций и переходов. Холодная штамповка»
- ГОСТ 3.1702—79 «ЕСТД. Правила записи операций и переходов. Обработка резанием»
- ГОСТ 3.1703—79 «ЕСТД. Правила записи операций и переходов. Слесарные, слесарно—сборочные работы»
- ГОСТ 3.1704—81 «ЕСТД. Правила записи операций и переходов. Пайка и лужение»
- ГОСТ 3.1705—81 «ЕСТД. Правила записи операций и переходов. Сварка»
- ГОСТ 3.1706—83 «ЕСТД. Правила записи операций и переходов. Ковка и горячая штамповка»
- ГОСТ 3.1707—84 «ЕСТД. Правила записи операций и переходов. Литье»
- ГОСТ 3.1901—74 «ЕСТД. Нормативно-техническая информация общего назначения, включаемая в формы технологических документов»